# Martis
Martis (Màltis in sardo, Màrthi in sassarese e gallurese) è un comune italiano di 450 abitanti della città metropolitana di Sassari. Si trova nella regione storica dell'Anglona.

## Storia
L'area fu abitata già in epoca nuragica per la presenza nel territorio di alcuni nuraghi.
Nel medioevo fece parte del Giudicato di Torres, nella curatoria dell'Anglona. Alla caduta del giudicato (1259) passò ai Malaspina, ai Doria e successivamente (intorno al 1450) agli Aragonesi. Nel XVIII secolo il paese venne incorporato nel principato d'Anglona, sotto la signoria prima dei Pimentel e poi dei Tellez-Giron d'Alcantara, ai quali fu riscattato nel 1839 con la soppressione del sistema feudale.

### Simboli
Lo stemma del comune è stato concesso con decreto del presidente della Repubblica del 3 ottobre 2005.
(D.P.R. 03.10.2005)
Nello stemma sono raffigurati quattro simboli presenti nel territorio comunale e che ne richiamano la storia. 
La figura della sirena dalla doppia coda si trova scolpita su un architrave in calcare del centro storico. La pigna è raffigurata a decoro del simbolo cristologico IHS inserito in un architrave di ingresso di un'antica abitazione; essa inoltre richiama i vegetali fossili risalenti al Miocene rinvenuti nella foresta pietrificata Carrucana.
La palma, simbolo del martirio, è attributo di san Pantaleone, patrono di Martis; è raffigurata in vari bassorilievi che decoravano architravi ora montati sui portali di alcune case del centro storico, molto probabilmente, provenienti da manufatti religiosi di periodo medioevale.
La croce templare appare su un concio di trachite murato in un contrafforte di una parete esterna della trecentesca chiesa di San Pantaleo, a testimoniare la presenza o il passaggio in questo luogo di cavalieri dell'ordine dei Templari.
Il gonfalone è un drappo di bianco con la bordatura di rosso.

## Monumenti e luoghi d'interesse

### Architetture religiose

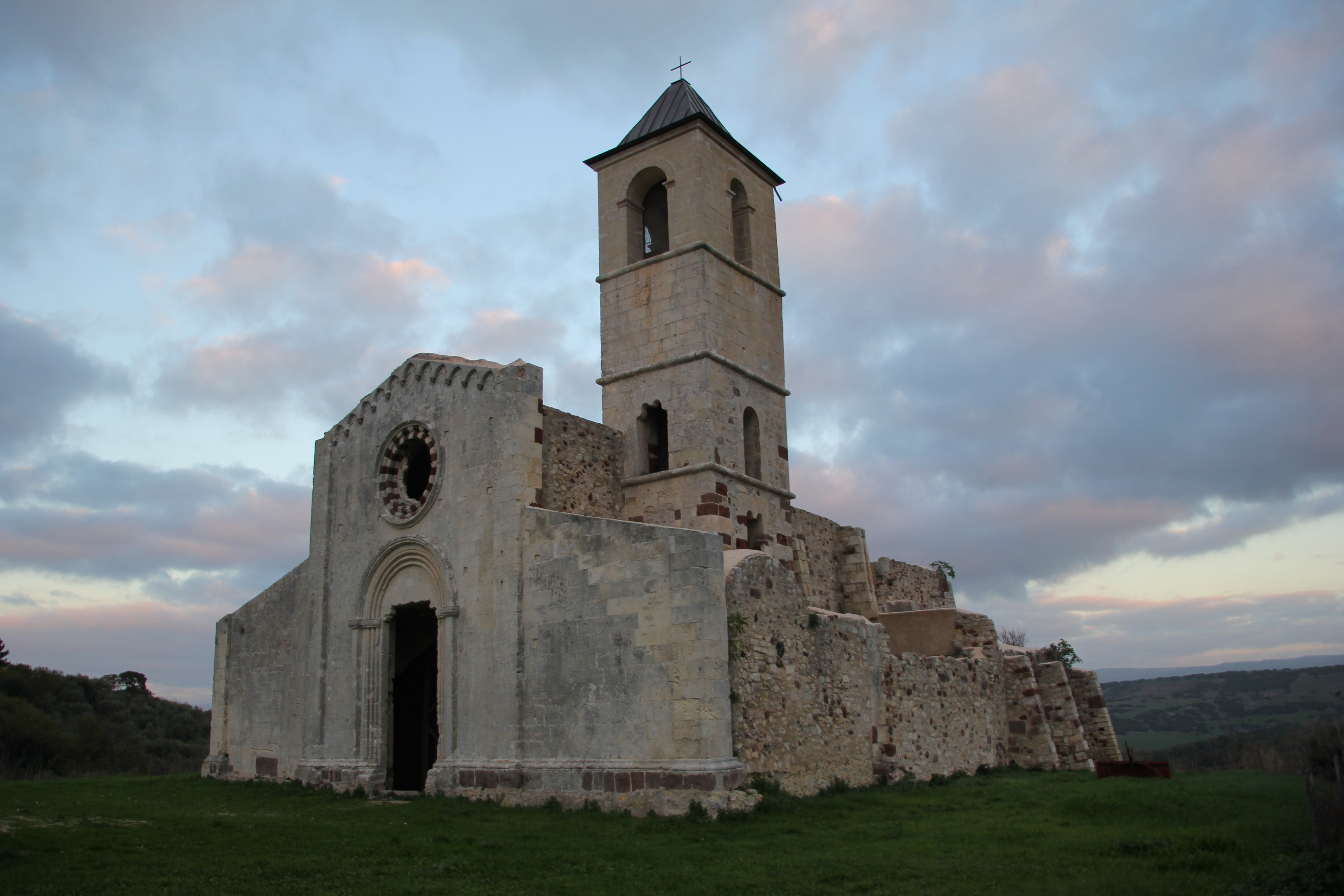
San Pantaleo

- chiesa di San Giovanni
- chiesa di San Pantaleo
- chiesa della Madonna del Rosario
- chiesa di San Giuseppe
- chiesa di San Leonardo
- oratorio di Santa Croce

## Società

### Evoluzione demografica
Abitanti censiti

### Lingua e dialetti
La variante del sardo parlata a Martis è quella logudorese settentrionale.

## Infrastrutture e trasporti

### Ferrovie
Nel comune è presente la stazione ferroviaria di Martis, posta lungo la ferrovia Sassari-Tempio-Palau, linea utilizzata in questo tratto sino al 1997 per i servizi di trasporto pubblico e successivamente per esclusivi impieghi turistici legati al Trenino Verde.

## Amministrazione
| Periodo         | Periodo         | Primo cittadino              | Partito                          | Carica  | Note   |
| --------------- | --------------- | ---------------------------- | -------------------------------- | ------- | ------ |
| 23 aprile 1995  | 16 aprile 2000  | Riccardo Denicu              | liste civiche di centro-sinistra | Sindaco | [ 7 ]  |
| 13 maggio 2001  | 28 maggio 2006  | Luigi Pietro Solinas         | lista civica                     | Sindaco | [ 8 ]  |
| 28 maggio 2006  | 15 maggio 2011  | Luigi Pietro Solinas         | lista civica                     | Sindaco | [ 9 ]  |
| 15 maggio 2011  | 5 giugno 2016   | Tiziano Antonio Gavino Lasia | lista civica "Pro Martis"        | Sindaco | [ 10 ] |
| 6 giugno 2016   | 11 ottobre 2021 | Tiziano Antonio Gavino Lasia | lista civica "Pro Martis"        | Sindaco | [ 11 ] |
| 11 ottobre 2021 | in carica       | Tiziano Antonio Gavino Lasia | lista civica "Per Martis"        | Sindaco | [ 12 ] |